# Pangea Ultima

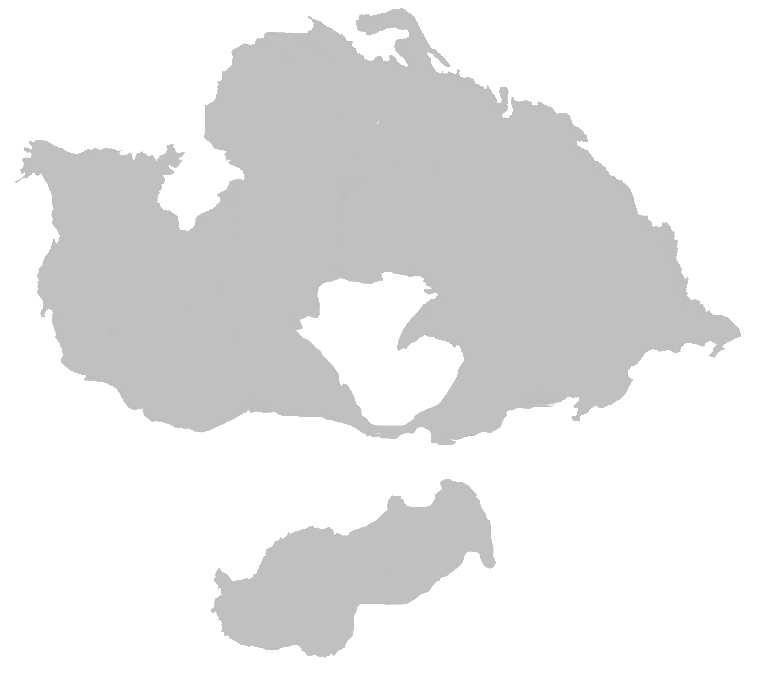
Mapa

Pangea Ultima je označení hypotetického superkontinentu, který by podle teorie kontinentálního driftu měl vzniknout zhruba za 250 milionů let. Název odkazuje na zaniklý kontinent Pangea, protože se předpokládá, že by mělo dojít k jeho obnovení.
Americký geolog Christopher Scotese, který tento model vypracoval, předpokládá, že budou-li se světadíly pohybovat tak jako dosud, spojí se Afrika asi za padesát milionů let s Evropou a Asií, takže Středozemní moře a Rudé moře zaniknou (zároveň dojde k vyvrásnění velkých pohoří). V důsledku srážky se Eurasie pootočí po směru hodinových ručiček a Britské ostrovy se ocitnou blízko severního pólu, zatímco Sibiř se dostane do tropického pásma. Amerika se bude pomalu posouvat východním směrem a obepluje jižní cíp Afriky, až se Patagonie dotkne Malajského poloostrova a uzavře tak Indický oceán, který se stane vnitrozemským mořem. Vznikne tak jedna obrovská pevnina obklopená jediným oceánem, na jih od ní bude velký ostrov vytvořený spojením Austrálie a Antarktidy. Předpokládá se, že vnitrozemí tak velkého kontinentu bude mít velmi suché, pouštní klima se značnými teplotními výkyvy.  